# José Torres (danseur)
 (août 2017).
Si vous disposez d'ouvrages ou d'articles de référence ou si vous connaissez des sites web de qualité traitant du thème abordé ici, merci de compléter l'article en donnant les références utiles à sa vérifiabilité et en les liant à la section « Notes et références ».
Pour les articles homonymes, voir José Torres et Torres.
José Torres est un danseur et chorégraphe espagnol, né à Carthagène (Espagne) le 25 juillet 1909 et mort à Paris le 28 janvier 1977,.

## Biographie
Il nait à Séville, dans le quartier de Triana, dans les années 1910. Il fait ses débuts au Grand théâtre du Liceu à Barcelone,.
Il rejoint sa sœur à Paris en 1933, où il commence par danser dans des cabarets avant de monter une série de spectacles de danse au Théâtre des Arts, Il participe à Paris en 1945 à des concerts organisés par la revue Galeria au profit des républicains  espagnols, puis il intègre successivement les ballets de l'Opéra et de l'Opéra-Comique. À la fin de sa carrière, il se consacre à l'enseignement de la danse.
Il meurt le 29 janvier 1977 à Paris.